# Клірфілд (Вісконсин)
Клірфілд (англ. Clearfield) — місто (англ. town) в США, в окрузі Джуно штату Вісконсин. Населення — 702 особи (2020).

## Демографія
Згідно з переписом 2010 року, у місті мешкало 728 осіб у 304 домогосподарствах у складі 218 родин. Було 459 помешкань
Расовий склад населення:
| - 97,0 % — білих - 0,5 % — корінних американців - 0,4 % — азіатів - 0,3 % — вихідців з тихоокеанських островів |

До двох чи більше рас належало 1,4 %. Частка іспаномовних становила 1,9 % від усіх жителів.
За віковим діапазоном населення розподілялося таким чином: 20,2 % — особи молодші 18 років, 58,0 % — особи у віці 18—64 років, 21,8 % — особи у віці 65 років та старші. Медіана віку мешканця становила 48,9 року. На 100 осіб жіночої статі у місті припадало 108,0 чоловіків;  на 100 жінок у віці від 18 років та старших — 106,8 чоловіків також старших 18 років.
Середній дохід на одне домашнє господарство  становив 67 590 доларів США (медіана — 51 346), а середній дохід на одну сім'ю — 78 235 доларів (медіана — 56 750). Медіана доходів становила 44 500 доларів для чоловіків та 32 188 доларів для жінок. За межею бідності перебувало 7,1 % осіб, у тому числі 16,5 % дітей у віці до 18 років та 7,5 % осіб у віці 65 років та старших.
Цивільне працевлаштоване населення становило 340 осіб. Основні галузі зайнятості: виробництво — 26,2 %, освіта, охорона здоров'я та соціальна допомога — 18,2 %, будівництво — 11,2 %, роздрібна торгівля — 10,9 %.